# ヨコグラノキ
ヨコグラノキ（横倉の木、学名: Berchemiella berchemiifolia）は、クロウメモドキ科ヨコグラノキ属の落葉小高木。
植物学者の牧野富太郎が高知県横倉山で発見し、この山の特産と考え、この和名を付けたが、後にいろいろな地方で見つかっている。ただし、稀な種である。

## 特徴
直立する小高木で、高さ3-7ｍになり10mに達するものもある。つる状にはならない。幹の樹皮は灰黒色で、縦の深い溝が不規則に入る。枝は紫褐色になり、勢いのよい枝は赤みが強く、隆起する皮目が多い。葉はコクサギ型葉序につき、葉柄は長さ6-10mmになる。葉身は長さ6-13cm、幅3-5cmの披針状長楕円形から倒卵形で、先端は鋭くとがり、基部は鈍形または鋭形で左右不相称、縁は全縁で多少波状になる。葉脈の側脈は鋭角に出て平行し、7-9対あって、葉縁まで届く。葉の質は薄い紙質、表面は濃緑色で青味のある光沢があり、裏面は粉白色を帯び、裏面葉脈の脈上に細かい毛が生える。
花期は6月。茎の上部の葉腋から小さな集散花序を出す。枝先には葉がなくなり、長さ5cmほどの短い花穂になり、花穂はやや起き上がる。花は両性、小型で黄色、径3-3.5mm。萼は鐘形で5列し、萼裂片は三角状卵形で、長さ1.2mmになる。花弁は5個、萼裂片より短く、楕円形、両側から巻いて雄蕊を包む。雄蕊は5個あり、花糸は短い。雌蕊は1個。花柱は短く先端はわずかに2列する。果実は円柱状長楕円形の核果で、長さ7-8mmになり、黄色から紅色、さらに暗紅色に熟す。核果中の核は長さ5-7mmなり、中に種子が1個ある。

## 分布と生育環境
本州（東北地方の中部以南）、四国、九州に分布し、山地の渓谷や崖地に孤立的に生える。朝鮮半島南部にも分布する。

## 名前の由来
和名ヨクグラノキは、「横倉の木」の意で、植物学者の牧野富太郎 (1895) による。牧野は、1884年の秋に高知県横倉山でこの種を見い出し、「土佐横倉山中唯々一株見ル極メテ希少ノ一樹ニ属ス」とし、初めは横倉山の特産と考え、この名前を付けたが、後にいろいろな地方で見つかっている。この和名発表の際、「Berchemia 属ニ近シ雖トモ材料不足シ今遽カニ之ヲ決ス可ラズ」とし、新種として記載発表したのは、1898年になってからである。
属名 Berchemiella は、Berchemia（クマヤナギ属）の縮小辞、植物学者の中井猛之進 (1923) がつけた。種小名（種形容語）berchemiifolia は、「クマヤナギ属 Berchemia に似た葉の」の意味。

## 種の保全状況評価
国（環境省）でのレッドデータブック、レッドリストの選定はない。都道府県のレッドデータ、レッドリストの選定状況は、次のようになっている。宮城県-絶滅危惧I類(CR+EN)、群馬県-絶滅危惧IA類CR)、東京都-絶滅危惧IA類CR)、神奈川県-準絶滅危惧(NT)、新潟県-地域個体群(LP)、富山県-情報不足、石川県-絶滅危惧II類(VU)、福井県-要注目、山梨県-絶滅危惧種IB類(EN)、長野県-絶滅危惧種IB類(EN)、岐阜県-絶滅危惧I類、静岡県-絶滅危惧種IB類(EN)、愛知県-絶滅危惧種IB類(EN)、滋賀県-分布上重要種、京都府-絶滅危惧種、兵庫県-Bランク、奈良県-絶滅危惧種、和歌山県-絶滅危惧IA類CR)、鳥取県-準絶滅危惧(NT)、島根県-絶滅危惧I類(CR+EN)、山口県-絶滅危惧Ⅱ類(VU)、徳島県-絶滅危惧Ⅱ類 (VU)、愛媛県-絶滅危惧Ⅱ類(VU)、高知県-絶滅危惧Ⅱ類 (VU)、宮崎県-絶滅危惧IB類(EN-r,g)、鹿児島県-絶滅危惧I類。
宮城県白石市小原に所在する「ヨコグラノキ北限地帯」が、1942年に国の天然記念物に指定されている。

## ギャラリー

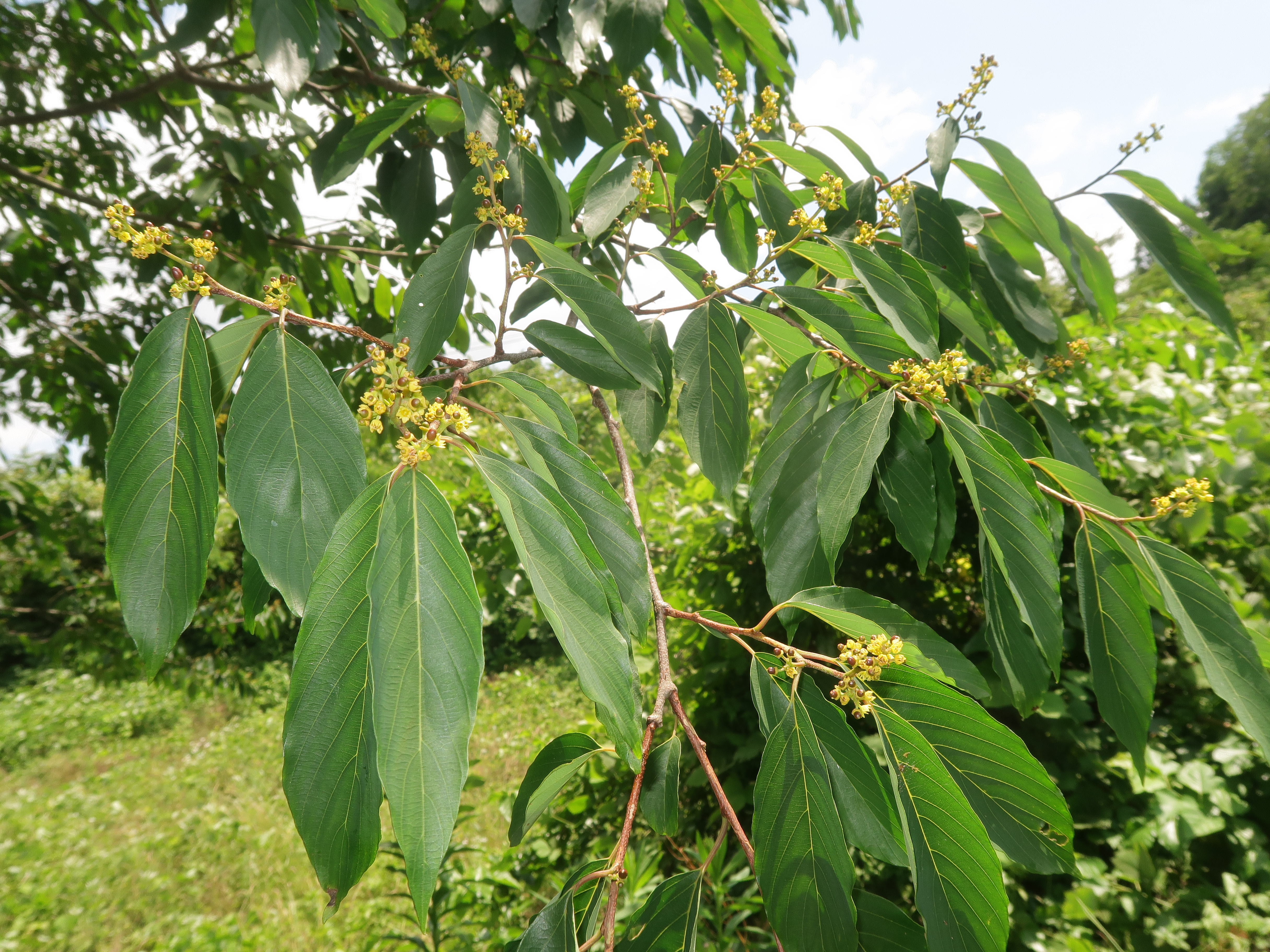
茎の上部の葉腋から小さな集散花序を出す。枝先には葉がなくなり、長さ5cmほどの短い花穂になり、花穂はやや起き上がる。
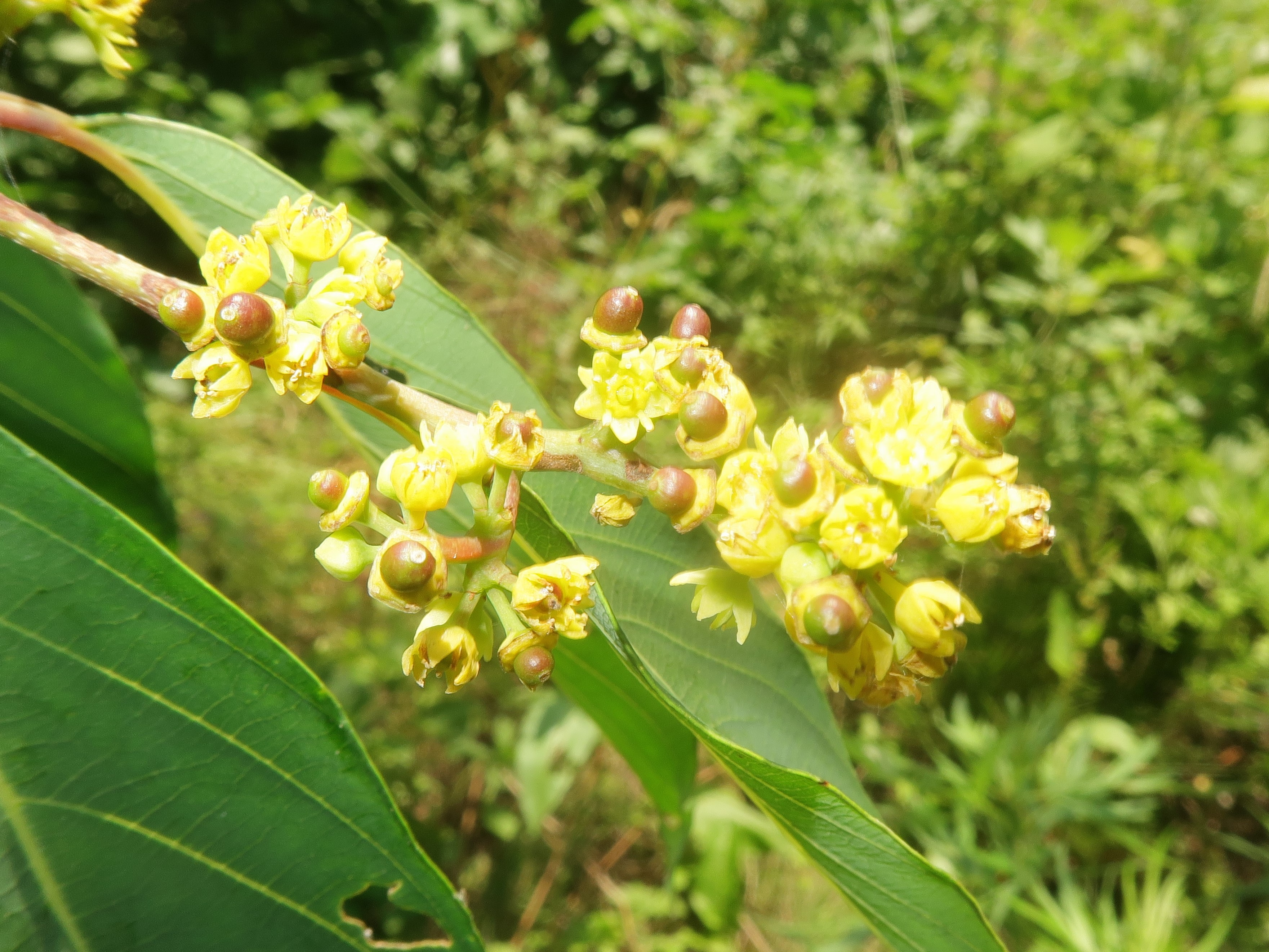
花は両性、小型で黄色。萼は鐘形で5列し、萼裂片は三角状卵形。花弁は5個、萼裂片より短く、楕円形、両側から巻いて雄蕊を包む。
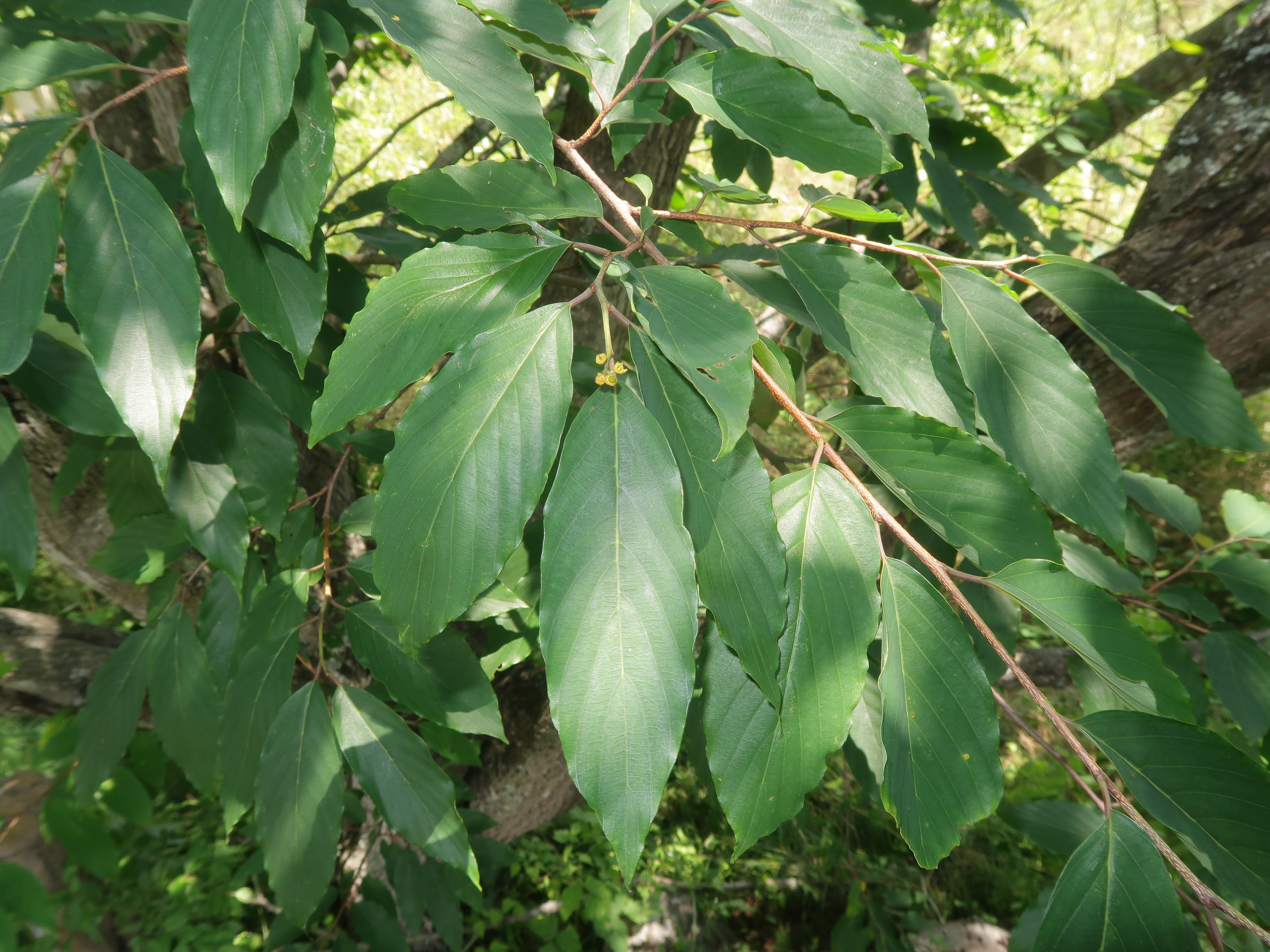
葉身は披針状長楕円形から倒卵形で、先端は鋭くとがり、基部は鈍形または鋭形で左右不相称、縁は全縁で多少波状になる。葉脈の側脈は鋭角に出て平行し、7-9対あって、葉縁まで届く。
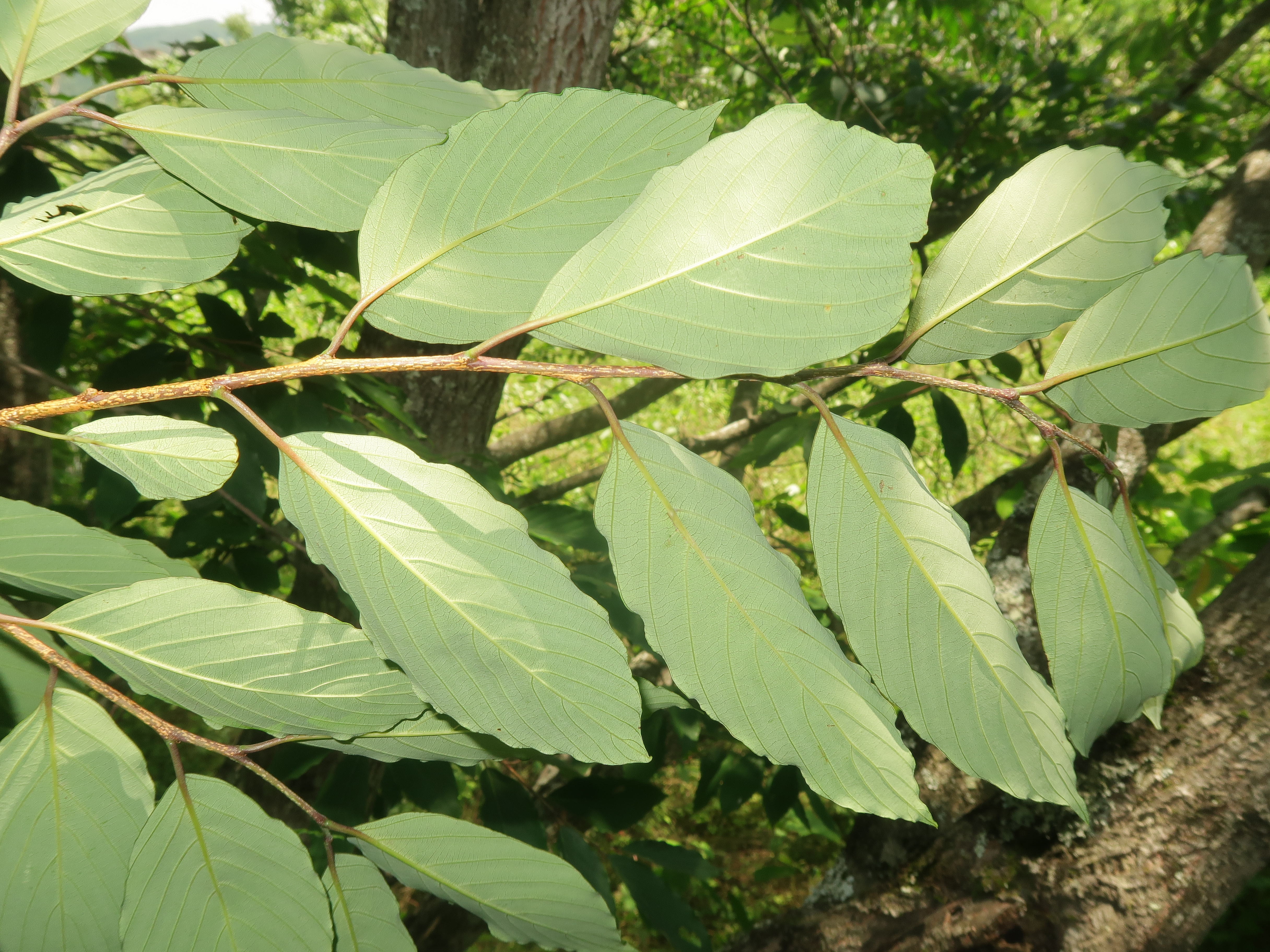
葉の裏面。裏面は粉白色を帯びる。葉はコクサギ型葉序につく。
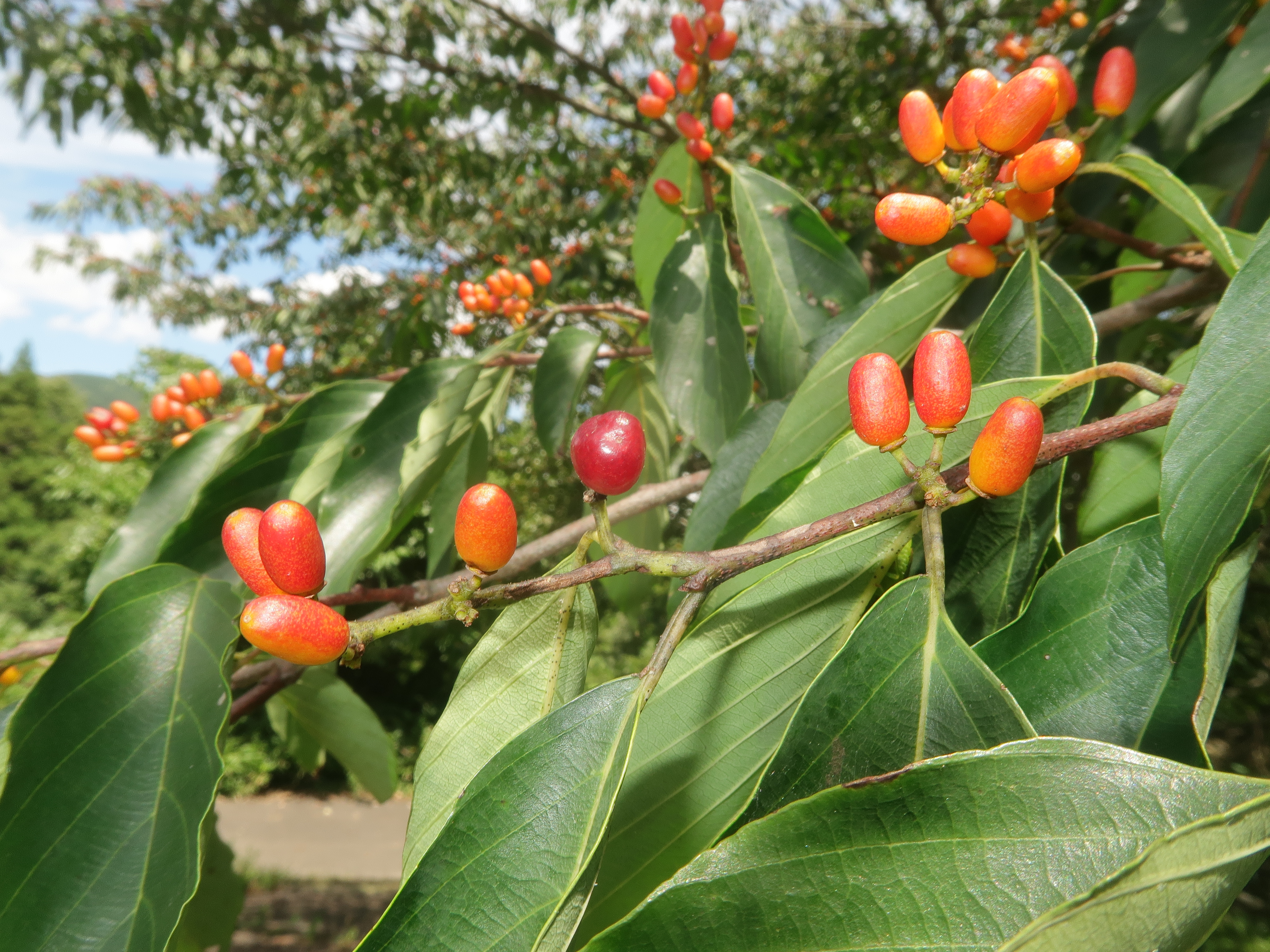
果実は円柱状長楕円形の核果で、長さ7-8mmになり、黄色から紅色、さらに暗紅色に熟す。
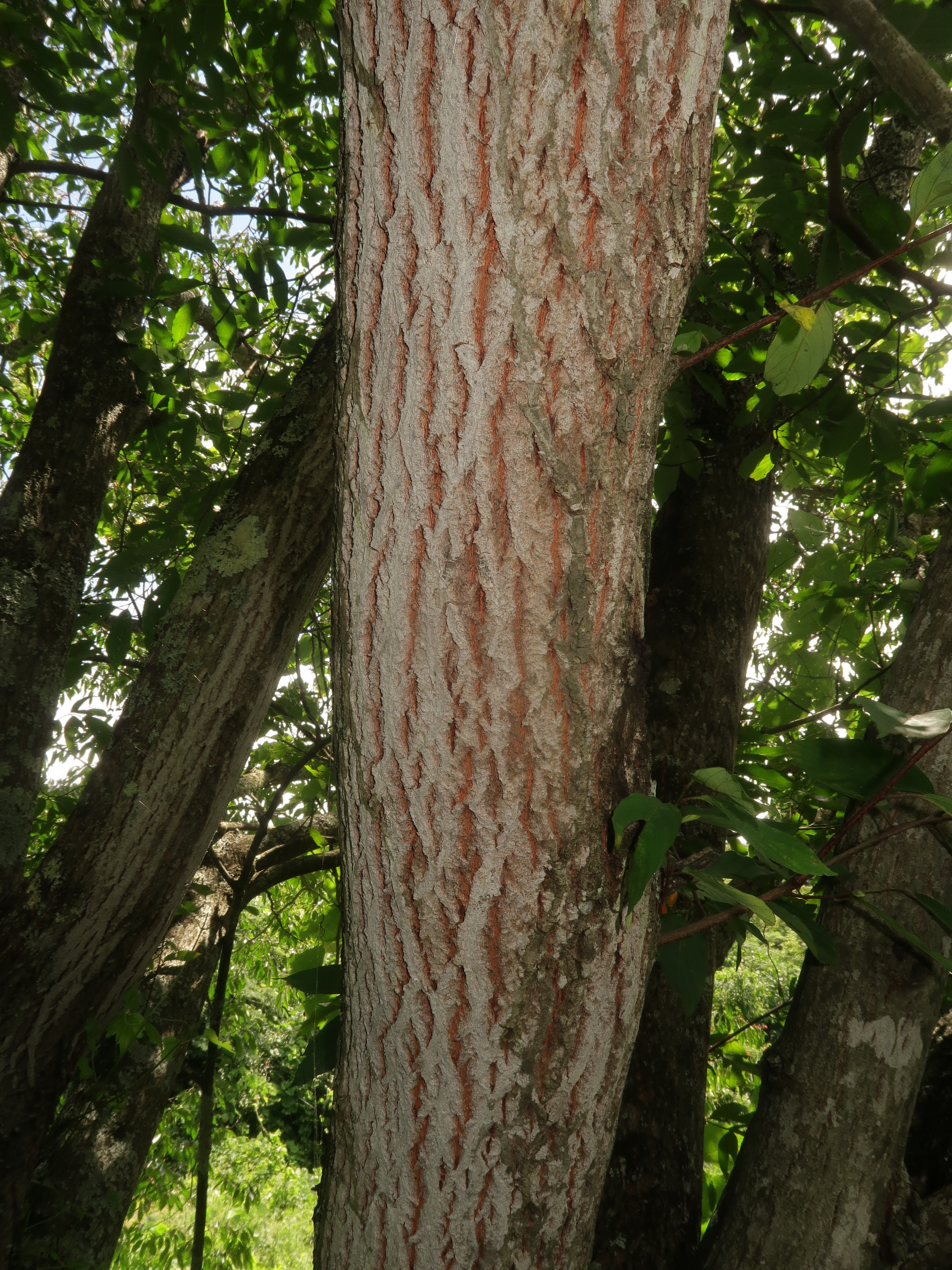
幹の樹皮は灰黒色で、縦の深い溝が不規則に入る。